# Semën Alekseevič Lavočkin
Semën Alekseevič Lavočkin (in russo Семён Алексеевич Лавочкин?, traslitterato anche come Semjon Alekseevič Lavočkin o Semyon Alekseyevich Lavochkin; Smolensk, 11 settembre 1900, 29 agosto del calendario giuliano – 9 luglio 1960) è stato un ingegnere aeronautico sovietico, capo dell'ufficio tecnico Lavochkin (OKB-301).
Semën Lavočkin nacque l'11 settembre del 1900 a Smolensk, dove frequentò i primi anni di studio, terminati i quali si entrò come volontario nell'Armata Rossa ed iniziò a frequentare l'Alta Scuola Tecnica di Mosca (il nome dell'epoca dell'Università di Ingegneria di Stato, Московский Государственный Технический Университет). Laureatosi nel 1927 entrò a far parte dell'ufficio tecnico dell'ingegnere francese Paul Richard nel 1928, assieme ad altri famosi ingegneri del calibro di Korolëv, Beriev, Kamov, Gurevič e Šavrov, dove collaborò al progetto di un idrovolante, poi mai realizzato, e ad un bombardiere torpediniere, il TOM (Torpedonisets Otkrytogo Moria, bombardiere torpediniere marino). Nemmeno questo progetto vide la luce in quanto all'epoca, nel 1929, era in produzione un mezzo analogo, il TB-1 di Tupolev.
Più tardi, sotto la direzione di un assistente di Richard, Lavočkin collaborò alla costruzione del caccia DI (Dvumestnyj Istrebitel, caccia biposto), approdato allo stadio di prototipo. Lavochkin si spostò poi in vari altri uffici di costruzione minori, fino ad approdare all'Accademia Aeronautica di Žukovskij, sotto la direzione di Korolëv, alla costruzione del «Гигант», gigante. Sotto la direzione di Vladimir Antonovič Čiževskij progettò un aeroplano con cabina pressurizzata, di nuovo senza esito.

## Aerei prodotti
Con la direttiva numero 704 del 9 dicembre 1940 del Ministero dell'industria aeronautica, la designazione ufficiale degli aeromobili in Unione Sovietica veniva riorganizzata. Ogni apparecchio perciò, una volta entrato allo stadio di prototipo, accettato da una commissione apposita, veniva registrato con le iniziali del capo dell'OKB e da un numero progressivo, dispari per i caccia e pari per tutti gli altri apparecchi, anche se non mancano numerose eccezioni. In questo OKB si usavano codici a tre cifre per gli aeroplani sperimentali ed i prototipi, mentre i codici a due cifre venivano assegnati dal Ministero per le macchine che raggiungevano la produzione di serie. Si veda a tal proposito la voce relativa alle sigle impiegate dalla V-VS.
| Nome                                                                       | Ruolo                                                               | Anno di commissione |
| 1937 - nascita dell'ufficio tecnico                                        |                                                                     |                     |
| LaGG-1                                                                     | Caccia monoposto monomotore a pistoni                               | 1940                |
| LaGG-3                                                                     | Caccia monoposto monomotore a pistoni                               | 1941                |
| LaG-5                                                                      | Caccia monoposto monomotore a pistoni                               | 1942                |
| La-VRD                                                                     | Prototipo di caccia monoposto monomotore a getto                    | 1944                |
| La-7                                                                       | Caccia monoposto monomotore a pistoni                               | 1943                |
| La-9                                                                       | Caccia monoposto monomotore a pistoni                               | 1946                |
| La-11 (Fang)                                                               | Caccia monoposto monomotore a pistoni                               | 1948                |
| La-15 (Fantail)                                                            | Caccia monoposto monomotore a getto                                 | 1948                |
| La-17                                                                      | Aereo bersaglio teleguidato                                         | 1950                |
| La-126                                                                     | Prototipo di caccia monoposto monomotore a pistoni                  | 1945                |
| La-130                                                                     | Prototipo di caccia monoposto monomotore a pistoni                  | 1946                |
| La-138                                                                     | Prototipo di caccia monoposto a propulsione mista                   | 1947                |
| La-140                                                                     | Prototipo di caccia monoposto monomotore a pistoni                  | 1948                |
| La-150                                                                     | Prototipo di caccia monoposto monomotore a getto                    | 1946                |
| La-152                                                                     | Prototipo di caccia monoposto monomotore a getto                    | 1946                |
| La-154                                                                     | Prototipo di caccia monoposto monomotore a getto                    | 1946                |
| La-156                                                                     | Prototipo di caccia monoposto monomotore a getto                    | 1947                |
| La-160                                                                     | Prototipo di caccia monoposto monomotore a getto                    | 1947                |
| La-168                                                                     | Prototipo di caccia monoposto monomotore a getto                    | 1948                |
| La-172                                                                     | Prototipo di caccia monoposto monomotore a getto                    | 1948                |
| La-174                                                                     | Prototipo di caccia monoposto monomotore a getto                    | 1948                |
| La-176                                                                     | Prototipo di caccia monoposto monomotore a getto                    | 1948                |
| La-190                                                                     | Prototipo di caccia monoposto monomotore a getto                    | 1951                |
| La-200                                                                     | Prototipo di caccia intercettore ognitempo biposto bimotore a getto | 1949                |
| La-200B                                                                    | Prototipo di caccia intercettore ognitempo biposto bimotore a getto | 1952                |
| La-250                                                                     | Prototipo di caccia biposto monomotore a getto                      | 1956                |
| 1960 - l'ufficio tecnico viene chiuso per la morte dell'ingegnere generale |                                                                     |                     |